# Гардаја
Гардаја (арап. غرداية, тумбзат језик: Taɣerdayt) главни је град истоимене покрајине Гардаја. Општина Гардаја имала је 87.599 становника према попису из 1998. године, док је према попису из 2008. године имала 87.599 становника, са годишњом стопом раста од 0,7%.
Град је стациониран у северно—централном делу Алжира у пустињи Сахари и налази се са леве стране суве речне долине Мзаб, чији се предео налази у оквиру Светске баштине Унеска, од 1982. године.
Гардаја је део пентаполиса, који је изграђен пре скоро хиљаду година у долини Мзаб. Основали су га Мозабити, муслиманска секта Ибарди, укључујући и Бербере. Град представља главни центар производње тепиха и тканина у држави. Подељен је са три бедема и представља утврђени град. У центру се налази историјска област Мзабите са џамијом. Централни део града чине беле, црвене и ружичасте куће које су направљене од глине, гипса и песка.
Француска књижевница Симон де Бовоар је у својој књизи La force des choses 1963. године упоредила Гардају са градовима на Куби и описала је као лепо изграђен град.

## Етимологија
Име Гардаја потиче од женске светице по имену Даја, које је живела у пећини у овој области пре него што је град створен, када су ово подручје населили муслимани који су побегли од прогона фатитских муслимана са севера земље.

## Историја
Долина Мзав која се налази у кречњачкој висоравни уписана је као Светска баштина Унеска. Град је одржао оригиналну архитектуру, а његови објекти датирају из 11. века. Изграђен је од стране Ибадиста и у то време, културолошки био је једнак Магребу. Сваки предео града је плански грађен, а села су била утврђена такође и грађена на изузетно неприступачним местима, како би се мештани сакрили од непријатеља. Села попут Гардаеа, Мелике, Бени, Боу Ноуре и Ел Атефа грађена су идентично, свако је имало своју џамију са минаретом, која је служила и као осматрачница. Куће су биле изграђене у концрентричним круговима око џамије, а окруживали су их високи бедеми. У џамији се такође држало оружје у случају напада на села.

## Географија
Град се налази у северо—централном делу Алжира, на подручју пустиње Сахаре у покрајини Гардаја, долини Мзаб. Општина Гардаја данас покрива површину од 590 km и укључује низ предграђа, насеља и села у околини. Насељена места обхватају Мелику Бени Исгуен, Боуноуру, Хан Бунур и Ел Атеуф, који се налазе на југоистоку града.

## Хидрологија
Древни систем за дистрибуцију воде Гардаје осмислили су Мозабити, имајући у виду токове океана и река. Схватајући драгоценост овог природног ресурса, Мозабити су развили јединствени хидраулични систем подземних тунела, како би сакупљали кушницу и преусмерили је у град. Такође, имали су систем за усмеравање воде ка баштама и тако штитили град од могућих поплава.

## Клима
Град се налази у пределу топле климе са екстремно топлим летима и благим зимама. Град и регион обележени су као предели са великим температурним разликама између дана и ноћи. Лети се температуре могу кретати од 5 °C до 46 °C. Ветрови су изузетно врући, суви и јаки, а зими су топли и суви. Пешчане олује се углавном јављају у периоду од марта до маја. У октобру 2008. године, Гардаја је озбиљно погођена поплавама због јаких киша.
| Клима Гардаја                                                                                | Клима Гардаја | Клима Гардаја | Клима Гардаја | Клима Гардаја | Клима Гардаја | Клима Гардаја | Клима Гардаја | Клима Гардаја | Клима Гардаја | Клима Гардаја | Клима Гардаја | Клима Гардаја | Клима Гардаја |
| Показатељ \ Месец                                                                            | .Јан.         | .Феб.         | .Мар.         | .Апр.         | .Мај.         | .Јун.         | .Јул.         | .Авг.         | .Сеп.         | .Окт.         | .Нов.         | .Дец.         | .Год.         |
| -------------------------------------------------------------------------------------------- | ------------- | ------------- | ------------- | ------------- | ------------- | ------------- | ------------- | ------------- | ------------- | ------------- | ------------- | ------------- | ------------- |
| Максимум, °C (°F)                                                                            | 16,3 (61,3)   | 19,0 (66,2)   | 22,3 (72,1)   | 26,5 (79,7)   | 31,5 (88,7)   | 37,2 (99)     | 40,4 (104,7)  | 39,8 (103,6)  | 34,5 (94,1)   | 28,2 (82,8)   | 21,3 (70,3)   | 17,3 (63,1)   | 27,9 (82,2)   |
| Просек, °C (°F)                                                                              | 10,9 (51,6)   | 13,2 (55,8)   | 16,3 (61,3)   | 20,1 (68,2)   | 25,0 (77)     | 30,4 (86,7)   | 33,5 (92,3)   | 33,1 (91,6)   | 28,3 (82,9)   | 22,4 (72,3)   | 15,9 (60,6)   | 12,0 (53,6)   | 21,8 (71,2)   |
| Минимум, °C (°F)                                                                             | 5,5 (41,9)    | 7,4 (45,3)    | 10,2 (50,4)   | 13,6 (56,5)   | 18,4 (65,1)   | 23,6 (74,5)   | 26,5 (79,7)   | 26,4 (79,5)   | 22,1 (71,8)   | 16,6 (61,9)   | 10,5 (50,9)   | 6,7 (44,1)    | 15,6 (60,1)   |
| Количина падавина, mm (in)                                                                   | 8,2 (0,323)   | 4,8 (0,189)   | 8,7 (0,343)   | 6,8 (0,268)   | 4,0 (0,157)   | 2,5 (0,098)   | 0,7 (0,028)   | 3,1 (0,122)   | 11,4 (0,449)  | 7,3 (0,287)   | 12,1 (0,476)  | 5,4 (0,213)   | 75,0 (2,953)  |
| Дани са падавинама (≥ 0.1 mm)                                                                | 2,6           | 1,7           | 2,5           | 1,7           | 1,8           | 1,4           | 0,8           | 1,1           | 2,8           | 2,4           | 2,8           | 2,0           | 23,6          |
| Релативна влажност, %                                                                        | 54,4          | 45,0          | 39,8          | 35,1          | 30,5          | 25,9          | 22,3          | 25,9          | 36,9          | 45,0          | 50,2          | 54,7          | 38,81         |
| Извор: World Meteorological Organization (average temperatures and precipitation, 1976–2005) |               |               |               |               |               |               |               |               |               |               |               |               |               |

## Економија
Град је главни центар државе за прозводњу предмета од коре палминог дрвета. Староседеоци не секу здраве палме, јер их сматрају светим, већ предмете праве од оних осушених. Још једна важна индустрија је прозводња тканине и тепиха. Крађа и просијачење не постоје у граду, а аспект друштвеног живота и економских вредности људи у региону, као и друштвне обичаје, диктира заједница.

## Култура
Тада село, Гардаја је направљена од јединственог камена, који се налази на овом подручју. Поред џамија и стамбених јединица, данас се овде налази и тржни центар.
Становници су очували првобитну архитектуру, која датира из времена средњег века. Долина Мзаб која се налази у околним деловима града део је Светске баштине Унеска. Медабијска четврт налази се на северозападу, а војно одељење и болница у јужном делу града. Град је један од најважнији туристичких и историјских предела у региону и Алжиру. Осим туриста, ова подручја привлаче и антопологе, архитектре, истраживаче и историчаре, који долазе да истраже богату културу града, антрополошку и архитектонску јединственост.
Интересантан аспект друштва јесте да у заједници пажљиво прате правила управљања и такође доприносе одржавању заједнице. Град има свој финансијски, банкарски и велепродајни сектор. Такође у граду постоји џамија, гробље и предели за спортске активности и рекреацију. Становници Гардаје имају патријахални систем друштвеног наслеђа.
Свако новорођенче током његовог одрастања надгледа заједница за образовање, рад, брак и изградњу кућа. Становништво се међусобно помаже, поготову око изградње кућа.
Град је такође познат по ткању, грнчарству и изгради тепиха. Сваке године у марту одржава се Национални дан ћилима у Гардаји. Мозамбити из Гадаје имају посебну националну ношњу, која се разликује од народних ношњи из других регија Алжира.
Сваког пролећа, општина Метлили Џамба из Гардеје, слави Дан кише. У марту и априлу одржава се фестивал тепиха, који је прилика за славље, такмичења и продају тепиха.

## Религија
Гардаја је главно седиште религијске секте Ибади у Алжиру. Они су верска муслиманска секта и нису истомишљеници по питању вере са припадницима суфизма и шиизма. Они практикују другачији начин молитве, обожавања Бога и изградње џамија у поређењу са осталим становницима односно муслиманима Алжира.
Гардаја џамија изграђена је у 10. веку у маварском стилу. Њена кула је једноставна и елегантна и укључује велика врата.
Бели оци, римокатоличко мисионарско друштво има своје седиште у близини старог града.